# Errol Flynn
Errol Leslie Thomson Flynn (20 de juny de 1909- 14 d'octubre de 1959) fou un actor de cinema d'origen australià famós pels seus papers de bergant romàntic tant en les seves pel·lícules de Hollywood com en el seu estil de vida.

## Biografia
Nascut a Hobart, Tasmània, Austràlia, es va desplaçar a Sydney on va anar a la Sydney Church of England Grammar School de la qual va ser expulsat per tenir relacions amb la filla d'un empleat. També se'l va expulsar de la següent escola a què va anar. Després, es desplaçà a Nova Guinea, on va comprar una plantació de tabac, negoci que no va funcionar. El 1933, va protagonitzar la pel·lícula australiana In The Wake Of The Bounty dirigida per Charles Chauvel. Tot seguit va emigrar a la Gran Bretanya i el 1933, va aconseguir una feina d'actor a la Northampton Repertory Company, on treballà sis mesos. Va actuar a diverses companyies fins que fou descobert per la Warner Bros. Hi va signar un contracte que el va dur a viatjar per Amèrica. Al 1934 va conèixer Lili Damita i s'hi va casar.

## Carrera d'actor
Flynn es va convertir en una estrella amb la seva cinquena pel·lícula, El capità Blood, el 1935. Va encarnar l'estereotip de bergant en pel·lícules com Les aventures de Robin Hood (1938) (àmpliament considerada com la seva millor pel·lícula en aquest gènere i un clàssic de Hollywood), Dodge City (1939), El falcó del mar (1940), i The Adventures of Don Juan (1948).
Flynn va actuar al costat d'Olivia de Havilland en vuit pel·lícules, incloent-hi El capità Blood, La càrrega de la Brigada lleugera (1936), Les aventures de Robin Hood, Dodge City, Camí de Santa Fe (1940), i Van morir amb les botes posades (1941). Malgrat alguns rumors, de Havilland i Flynn no van mantenir cap relació amorosa.
Durant el rodatge de The Private Lives of Elizabeth and Essex (1939), Flynn i Bette Davis van tenir algunes baralles llegendàries fora de la pantalla, i sembla que Davis el va pegar més fortament del que una l'escena requeria. La seva relació sempre fou tibant però la Warner Bros els feu compartir el protagonisme en dues ocasions. Sembla que fins i tot se'ls presentà un contracte per interpretar Rhett i Scarlett a Allò que el vent s'endugué.
Flynn tenia fama de bevedor, faldiller i d'assistir a festes salvatges. El novembre de 1942 les adolescents Betty Hansen i Peggy Satterlee el van acusar de violació. Arran del cas, s'organitzà un grup per donar suport a Flynn, anomenat el American Boys Club for the Defense of Errol Flynn (ABCDEF); entre els seus membres hi havia, William F. Buckley, Jr. El judici va tenir lloc entre el gener i febrer de 1943. Flynn fou absolt del delicte. L'incident però va fomentar que augmentés de la seva reputació de seductor, i el terme "ets com el Flynn" venia a ser sinònim de tenir èxit amb les dones.
Pels anys 1950, Flynn es convertí en una paròdia de si mateix. L'alcohol i la drogoaddicció el van deixar prematurament vell i inflat, però encara va aconseguir més fama interpretant un borratxo a The Sun Also Rises (1957). La seva autobiografia, una mica exagerada, My Wicked, Wicked Ways, es va publicar uns mesos després de la seva mort i conté anècdotes humorístiques al voltant de Hollywood. Flynn va voler titular el llibre In Like Me, però l'editor ho va rebutjar. El 1984, la CBS va produir una minisèrie de televisió basada en l'autobiografia de Flynn, protagonitzada per Duncan Regehr.
Durant els anys 1950, Flynn va provar la seva habilitat com a novel·lista escrivint la novel·la d'aventures Showdown, publicada el 1952.

## Filmografia
- In the Wake of the Bounty (1933)
- Murder at Monte Carlo (1934)
- A Dream Comes True (1935) (curt)
- El capità Blood, 1935
- Don't Bet on Blondes 1935
- Pirate Party on Catalina Isle 1935 (curt)
- The Case of the Curious Bride, 1935
- La càrrega de la Brigada lleugera, 1936
- Another Dawn (1937)
- Green Light 1937
- The Perfect Specimen 1937
- The Prince and the Pauper 1937
- Four's a Crowd (1938)
- Les aventures de Robin Hood, 1938
- The Dawn Patrol 1938
- The Sisters (1938)
- Breakdowns of 1938 1938 (curt)
- For Auld Lang Syne 1938 (curt)
- Dodge City (1939)
- The Private Lives of Elizabeth and Essex 1939
- Camí de Santa Fe (Santa Fe Trail) (1940)
- El falcó del mar, 1940
- Or, amor i sang, 1940
- Dive Bomber (1941)
- Footsteps in the Dark 1941
- Van morir amb les botes posades (They Died with Their Boots On) 1941
- Un viatge temerari (1942)
- Gentleman Jim 1942
- Edge of Darkness (1943)
- Northern Pursuit 1943
- Show Business at War 1943 (short subject)
- Thank Your Lucky Stars 1943
- Uncertain Glory (1944)
- Objectiu Birmània (1945)
- San Antonio (1945)
- Never Say Goodbye (1946)
- Cry Wolf (1947)
- Escape Me Never 1947
- Silver River (1948)
- The Adventures of Don Juan 1948
- It's a Great Feeling (1949) (cameo)
- That Forsyte Woman 1949
- Kim (1950)
- Montana (1950)
- Rocky Mountain 1950
- Hello God (1951) (també productor)
- Adventures of Captain Fabian 1951
- Against All Flags (1952)
- Mara Maru 1952
- Cruise of the Zaca 1952 (curt) (també director)
- Deep Sea Fishing 1952 (curt) (també director)
- El senyor de Ballantrae (The Master of Ballantrae) (1953)
- William Tell 1953 (inacabada)
- Il maestro di Don Giovanni (1954)
- King's Rhapsody (1955)
- Lilacs in the Spring 1955
- The Dark Avenger 1955
- Istanbul (1957)
- The Big Boodle 1957
- The Sun Also Rises 1957
- The Roots of Heaven (1958)
- Too Much, Too Soon 1958
- Cuban Rebel Girls (1959) (documental)